# ブライアン・ハバナ
ブライアン・ハバナ（Bryan Gary Habana、1983年6月12日 - ）は、南アフリカ共和国の元ラグビー選手である。ポジションはウィング。

## 略歴
2004年のトゥイッケナムでのイングランド戦で、ジャン・デヴィリアスとの交代でスプリングボクスとしての初キャップを得る。この試合でボクスは16-32で敗れたものの、ハバナは初トライを挙げた。
翌週のスコットランド戦で初先発を果たし、2トライを挙げてボクスの勝利に貢献した。
この年は3試合で3トライ。
2005年にはライオンズからブルズに移籍。
テストマッチでもこの年の春のテストシリーズで3試合で6トライ(ウルグアイから2トライ、フランスから2試合でそれぞれ2トライ)、トライネイションズでも5試合で6トライを挙げ、最終的には12試合で12トライの活躍を見せ、南アのプレーヤー・オブ・ザ・イヤーに選ばれ、世界最優秀選手にもノミネートされた(選出はニュージーランドのダン・カーター)。
2006年は10試合でわずか2トライに終わる。
また、この年の対アイルランド戦では初めて13番での出場だった(南アフリカ協会の100周年記念試合だったが、15-32で敗戦。ハバナは1トライ)。
2007年は、ブルズのスーパー14優勝に貢献。決勝のシャークス戦では決勝トライも決めた。
そして、初めてラグビーワールドカップメンバーに選出された。ラグビーワールドカップ2007では初戦のサモア戦で4トライ、プールステージ最終戦のアメリカ戦で2トライ、アルゼンチン戦で2トライの計8トライを記録し、ジョナ・ロムーに並ぶ大会記録でトライ王を獲得し、同年の南アフリカ共和国の優勝に貢献した。
そしてワールドカップや11試合で13トライの活躍で世界最優秀選手に選出された。
またこの年、チーターと競争している。
2008年はハバナは厳しいマークにあい、10試合で2トライにとどまった。
2009年はブルズのスーパー14、2度目の優勝に貢献。シーズン11試合で8トライを挙げトライランキングで2位。準決勝のクルセイダーズ戦でもトライ。決勝のチーフス戦はトライは無かったものの、チームの優勝に貢献した。ライオンズ]」]シリーズにも2試合に出場し、1トライを挙げた。トライネイションズ対オールブラックス戦(ダーバン)で50キャップを達成。
この年は11試合で4トライ。
2010年にはブルズからストーマーズに移籍。チームの準優勝に貢献。決勝では古巣のブルズ相手にトライを挙げたものの、勝利とはならなかった。
ボクスとしては、10試合で2トライにとどまった。
2011年は2度目となるラグビーワールドカップ2011に出場。対ナミビア戦で39トライを記録し、38トライのユースト・ファン・デル・ヴェストハイゼンを抜いて、ボクスの最多トライ記録を樹立した。
この年は6試合で2トライ。
2013年、フランストップ14のRCトゥーロンに移籍した。
2018年、現役引退を発表した。

## 受賞歴
- ワールドラグビー男子15人制年間最優秀選手賞:2007年
- IRPA特別賞:2022年[1]